# Хронологія світових рекордів з шосейного бігу на 10 кілометрів серед чоловіків
Рекорди світу з бігу на 10 кілометрів визнаються Світовою легкою атлетикою з-поміж результатів, які показали легкоатлети на шосейній дистанції, за умови дотримання встановлених вимог.
Світова легка атлетика почала ратифікацію світових рекордів у цій дисципліні з 1 січня 2004. Першим рекордом було визнане найвище на той час світове досягнення Хайле Гебрселассіє (27.02), яке він показав у грудні 2002.

## Хронологія рекордів
| Результат                             | Атлет                      | Місто змагань | Дата змагань | Примітки    | Відео |
| ------------------------------------- | -------------------------- | ------------- | ------------ | ----------- | ----- |
| 27.02                                 | Хайле Гебрселассіє Ефіопія | Доха          | 11.12.2002   | [ 1 ]       |       |
| 27.01                                 | Міка Коґо Кенія            | Брюнсюм       | 29.03.2009   | [ 2 ]       |       |
| 26.44                                 | Леонард Комон Кенія        | Утрехт        | 29.03.2009   | [ 3 ]       |       |
| 26.38                                 | Джошуа Чептегеї Уганда     | Валенсія      | 01.12.2019   | [ 4 ] [ 5 ] |       |
| 26.24                                 | Ронекс Кіпруто Кенія       | Валенсія      | 12.01.2020   | [ 6 ]       |       |
| 5 років, 72 дні від дати встановлення |                            |               |              |             |       |